# Terrasson-Lavilledieu
Terrasson-Lavilledieu (okcitansko Terrasson e La Vila Dieu) je naselje in občina v francoskem departmaju Dordogne regije Akvitanije. Leta 2007 je naselje imelo 6.214 prebivalcev.

## Geografija
Kraj leži v pokrajini Périgord Noir ob reki Vézère, 53 km vzhodno od Périgueuxa.

## Uprava
Terrasson-Lavilledieu je sedež istoimenskega kantona, v katerega so poleg njegove, vključene še občine La Bachellerie, Beauregard-de-Terrasson, La Cassagne, Châtres, Chavagnac, Coly, Condat-sur-Vézère, La Dornac, La Feuillade, Grèzes, Le Lardin-Saint-Lazare, Pazayac, Peyrignac, Saint-Rabier in Villac s 14.940 prebivalci.
Kanton Terrasson-Lavilledieu je sestavni del okrožja Sarlat-la-Canéda.

## Zanimivosti
- Château de l'Abbe,
- Château du Fraysse,
- Château de Montmège,
- opatijska cerkev sv. Sora iz 15. stoletja,
- Marijina cerkev, Villadieu,
- mostova na reki Vézère, stari - Le Vieux Pont iz 15. stoletja in novi - Le Pont Neuf iz prve polovice 19. stoletja,
- domišljijski vrtovi  (Les Jardins de l'Imaginaire).

- le Vieux Neuf
- le Pont Neuf

## Pobratena mesta
- Bodegraven (Južna Holandija, Nizozemska),
- Theux (Valonija, Belgija),
- Wiesbaden-Bierstadt (Wiesbaden, Nemčija).